# Station Kyobashi
Station Kyōbashi (京橋駅, Kyōbashi-eki) is een spoorweg- en metrostation in de wijken Joto-ku en Miyakojima-ku in de Japanse stad Osaka. Het wordt aangedaan door de Osaka-ringlijn, de Katamachi-lijn, de Tozai-lijn (allen van JR), de Keihan-lijn (Keihan) en de Nagahori Tsurumi-ryokuchi-lijn (Metro van Osaka). Het station heeft in totaal 10 sporen, verdeeld over de drie uitbatende maatschappijen die allen hun eigen perrons hebben. Het maakt deel uit van een groot complex met winkelcentra, restaurants en andere voorzieningen. Het station had in 2006 gemiddeld 590.000 in- en uitstappers.
Ook in Tokio is er een station genaamd Kyōbashi.

## Lijnen

### JR West
| 1 | ■ Tozai-lijn       | richting Kita-Shinchi en Amagasaki         |
| 2 | ■ Gakkentoshi-lijn | richting Shijōnawate, Dōshisha-mae en Kizu |
| 3 | ■ Osaka-ringlijn   | tegendraads                                |
| 4 | ■ Osaka-ringlijn   | kloksgewijs                                |

### Keihan
| 1 | ■ Keihan-lijn | stoptreinen richting Hirakatashi, Chūshojima, Sanjō en Demachiyanagi    |
| 2 | ■ Keihan-lijn | overige lijnen richting Hirakatashi, Chūshojima, Sanjō en Demachiyanagi |
| 3 | ■ Keihan-lijn | richting Yodoyabashi en Nakanoshima (via de Nakanoshima-lijn)           |
| 4 | ■ Keihan-lijn | richting Yodoyabashi en Nakanoshima (via de Nakanoshima-lijn)           |

### Metro van Osaka

#### Nagahori Tsurumi-ryokuchi-lijn(stationsnummer N22)
| 1 | ■Nagahori Tsurumi-ryokuchi-lijn | richting Kadoma-Minami                      |
| 2 | ■Nagahori Tsurumi-ryokuchi-lijn | richting Morinomiya, Shinsaibashi en Taishō |

## Geschiedenis
Het eerste station werd in 1895 aangelegd aan de Osaka-spoorlijn en in 1910 volgde het station van Keihan, dat aanvankelijk bij Gamō lag. In 1913 kreeg de Katamachi-lijn een station bij Kyōbashi en in 1932 werden de stations samengevoegd. In respectievelijk 1961 en 1997 kregen de Osaka-ringlijn en de Tōzai lijn ook een stop bij dit station. In 1990 werd de Nagahori Tsurumi-ryokuchi-lijn geopend, en kreeg het een stop bij Kyōbashi. Het winkelcentrum rond het station werd in 1970 geopend en is sindsdien flink uitgebreid.

## Overig openbaar vervoer
- Bussen vanaf de zuidkant:
  - 57 & 68
- Bussen vanaf de noordkant:
  - 28
- Bussen vanaf de noorduitgang (nabij autoweg 1)
  - 31, 36, 57 & 68
- Bussen van Kintetsu:
  - 10, 11 & 17

## Stationsomgeving
Aan het station bevinden zich enkele grote winkelcentra, waaronder de Keihan-mall en de Kyōbashi Shoppers Mall.
Verder zijn er nog:
- Kyobashi Grand Chateau
- Coms Garden (restaurantcomplex)
- Centrale winkelpassage van Kyōbashi.
- KiKi Kyobashi (Winkelcentrum)
- Osaka Business Park
- Stadsdeelkantoor van Mijakojima
- Bibliotheek van Mijakojima
- Neyagawa-rivier

Osaka · Fukushima · Noda · Nishikujo · Bentencho · Taisho · Ashiharabashi · Imamiya · Shin-Imamiya · Tennoji · Teradacho · Momodani · Tsuruhashi · Tamatsukuri · Morinomiya · Osakajo-koen · Kyobashi · Sakuranomiya · Temma · Osaka
Kizu · Nishi-Kizu · Hōsono · Shimokoma · JR Miyamaki · Dōshisha-mae · Kyōtanabe · Ōsumi · Matsuiyamate · Nagao · Fujisaka · Tsuda · Kawachi-Iwafune · Hoshida · Higashi-Neyagawa · Shinobugaoka · Shijōnawate · Nozaki · Suminodō · Kōnoikeshinden · Tokuan · Hanaten · Shigino · Kyōbashi
(Gakkentoshi-lijn<<) · Kyobashi ·  Osakajō-kitazume · Osaka-Temmangu · Kita-Shinchi · Shin-Fukushima · Ebie · Mitejima · Kashima · Amagasaki · (>>JR Kobe-lijn- Fukuchiyama-lijn)
Taishō · Dome-mae Chiyozaki · Nishi-Nagahori · Nishiōhashi · Shinsaibashi · Nagahoribashi · Matsuyamachi · Tanimachi Rokuchōme · Tamatsukuri · Morinomiya · Osaka Business Park · Kyōbashi · Gamō Yonchōme · Imafuku-Tsurumi · Yokozutsumi · Tsurumi-Ryokuchi · Kadoma-Minami